# 薛延陀

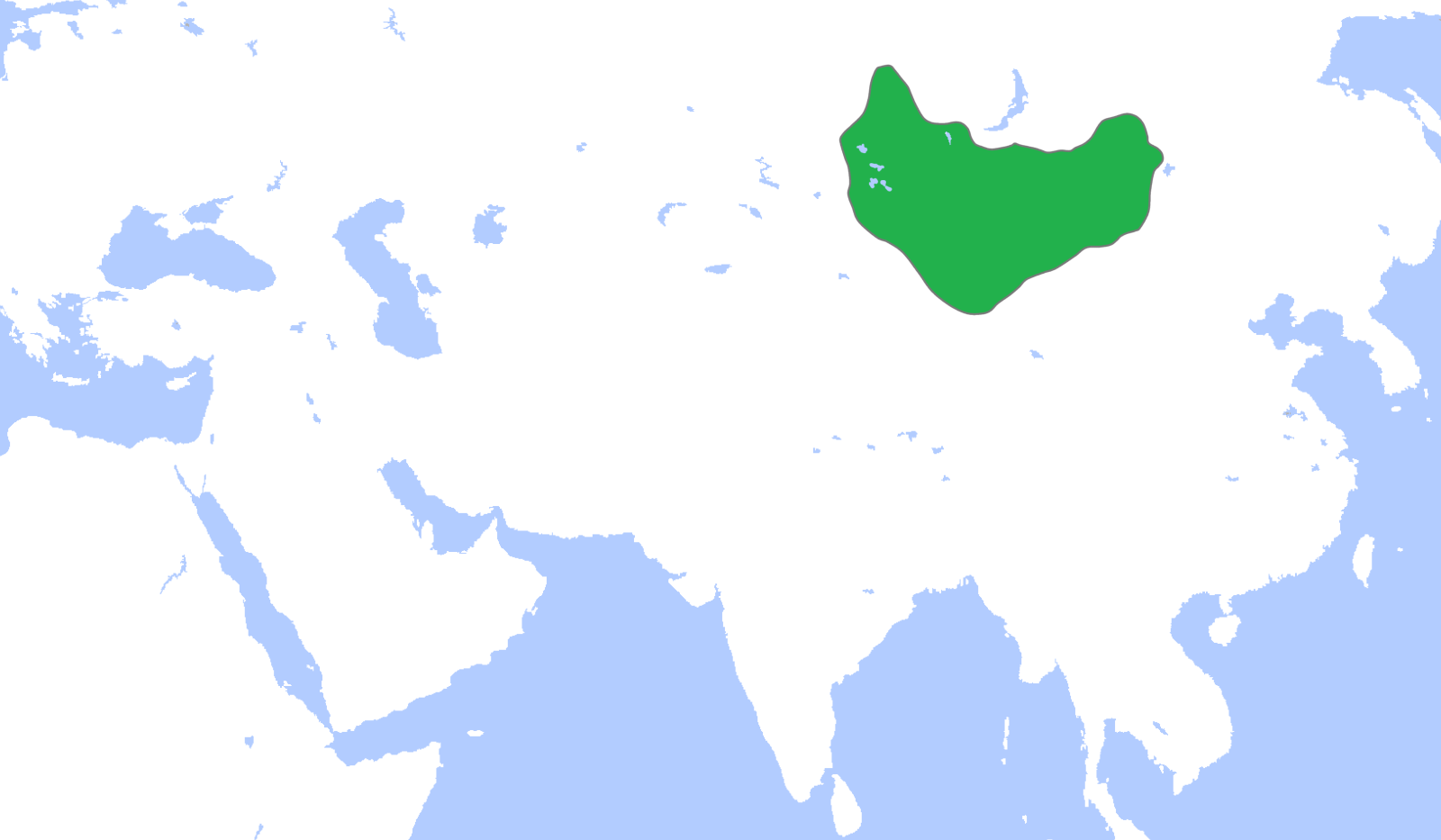
薛延陀 の勢力圏

薛延陀（せつえんだ、拼音：Xuēyántuó）は、6世紀から7世紀にかけて、中央ユーラシアに分布したテュルク系遊牧民族鉄勒（てつろく）の有力部族のひとつ。その中心氏族は一利咥氏といい、鉄勒諸部の中でも最も勢力の強い部族であった。

## 歴史
薛延陀というのは、もともと薛種族と雑居していた部族が、延陀部族を滅ぼしてできた部族であり、この2つの部族名を合わせて薛延陀部と号すようになった。
隋の大業元年（605年）、鉄勒諸部は西突厥の泥撅処羅可汗（在位：603年頃 - 612年）の攻撃を受け、特に薛延陀部にいたっては叛乱の疑いがあるとして渠帥など数百人が生き埋めにさせられた。そのため鉄勒諸部は契苾部の俟利発俟斤（イルテベル・イルキン Iltäbär Irkin：官名）である契苾哥楞（契弊歌楞）を易勿真莫賀可汗として貪汗山に割拠したり、薛延陀部の乙失鉢（イシュバラ Ïšbara）を野咥（也咥）可汗として燕末山に割拠したりし、西突厥に対して反旗を翻した。
西突厥の射匱可汗（在位：612年 - 618年）が強盛となると、契苾部と薛延陀部は可汗号を辞退してふたたびこれに臣従した。
唐の貞観元年（627年）、陰山以北の薛延陀・回紇（ウイグル Uyγur）・抜野古（バイルク Bayïrqu）などの諸部は相次いで反乱をおこし、その欲谷設（ユクク・シャド：官名）を敗走させた。東突厥の頡利可汗（在位：620年 - 630年）は小可汗の突利可汗（テリス・カガン Tölis qaγan）を遣わして、これを討伐させたが、敗北して軽騎で逃げ帰ったので、頡利可汗は怒り、突利可汗を十数日拘束した。

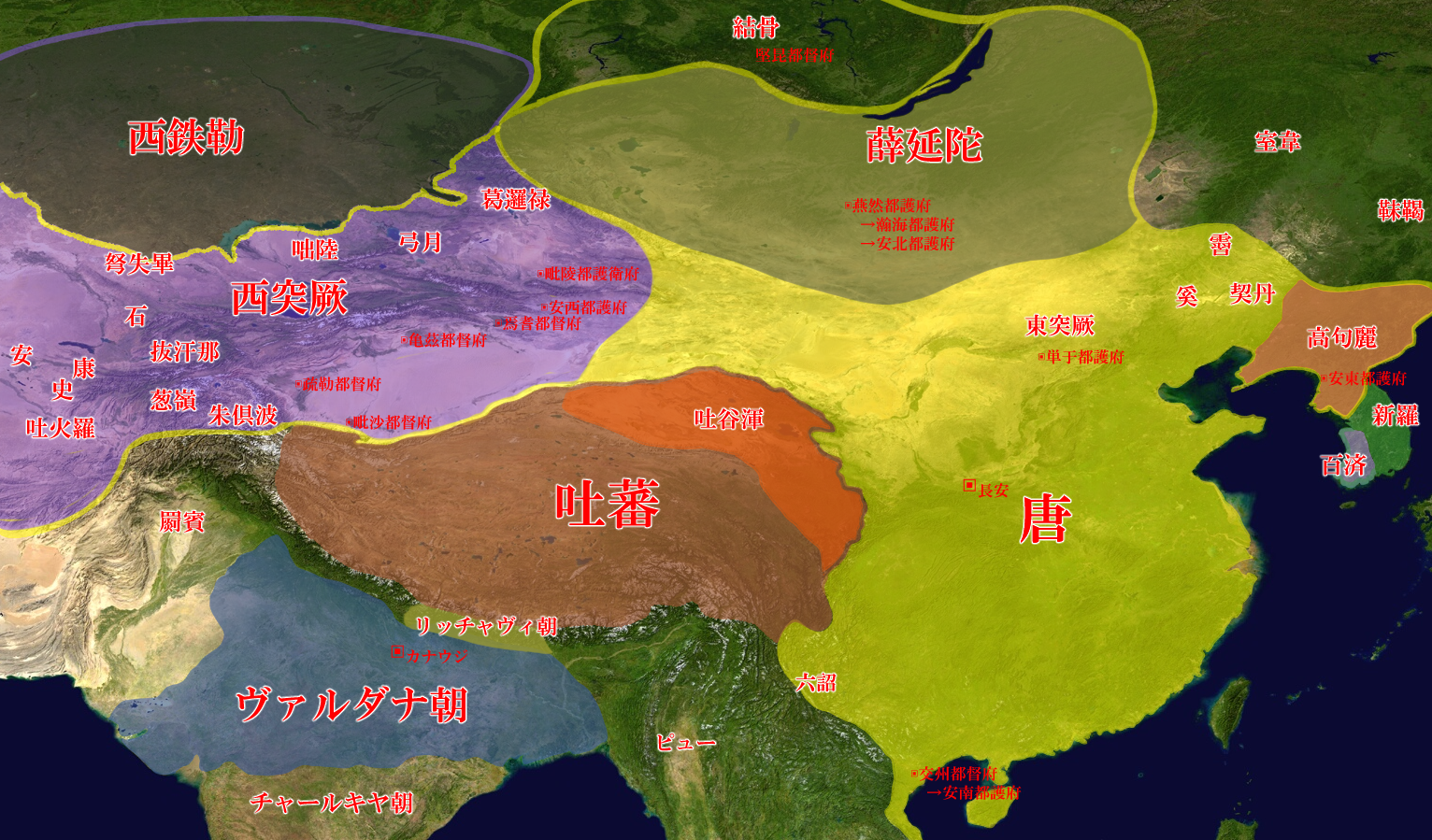
7世紀、薛延陀の最大版図。

貞観2年（628年）、西突厥で統葉護可汗（在位：618年 - 628年）が殺されると、西突厥が大いに乱れたので、乙失鉢の孫の夷男（イネル Inäl）は、薛延陀部落7万余家を率いて東突厥に附いた。しかし、東突厥でも頡利可汗の政衰に遇い、夷男はその徒属を率い、東突厥に叛いて頡利可汗を攻め、これを大破した。ここにおいて頡利部諸姓の多くは頡利可汗に叛き、夷男に帰順して共に主に推戴しようとしたが、夷男はあえて即位しようとはしなかった。時に唐の太宗は游撃将軍の喬師望を遣わし、夷男を拝して真珠毘伽可汗（インチュ・ビルゲ・カガン Yinčü bilgä qaγan）とし、鼓纛を賜う。夷男はとても喜び、遣使を送って方物を貢納し、牙帳を大漠の北の鬱督軍山（ウテュケン山 Ütükän yïš）下に建てた。東は靺鞨に至り、西は西突厥に至り、南は沙磧（ゴビ砂漠）と接し、北は倶倫水に至り、迴紇・抜野古（抜曳固）・阿跌（エディス Ädis）・同羅（トンラ Toŋra）・僕骨（ボクトゥ Boqut）・白霫などの大部落は皆付属した。
貞観3年（629年）8月、夷男はその弟の統特勤（トン・テギン Ton Tägin）を遣わして唐に来朝。太宗は厚く撫接を加え、宝刀及び宝鞭を賜う。この頃より東突厥の権威は失墜し、次々と諸部が離反していった。
貞観4年（630年）、遂に頡利可汗が唐によって捕らえられ、東突厥が一旦滅亡すると、夷男はその部を率いて東の故国へ還り、牙帳（本拠地）を鬱督軍山（ウテュケン山 Ütükän yïš）の北、独邏河の南に建てた。東は室韋に至り、西は金山（アルタイ山脈）に至り、南は突厥に至り、北は瀚海（バイカル湖）に臨み、古の匈奴の故地をまるまる我がものとし、20万の兵を擁し、その2人の子である大度設（タルドゥシュ・シャド Tarduš Šad：官名）・突利失（テリス Tölis）を立てて南北部とした。ここにおいてモンゴル高原の所有権は鉄勒の薛延陀部に移る。この年、西突厥で肆葉護可汗（在位：628年 - 632年）が莫賀咄可汗（在位：628年 - 630年）を倒して西突厥を統一すると、大発兵して鉄勒に侵攻してきた。薛延陀部の夷男はこれを迎撃し、逆に肆葉護可汗を破った。
貞観7年（633年）1月、薛延陀部は遣使を送って唐に来朝した。
貞観12年（638年）、夷男の2子は小可汗を拝命し、その勢力を分けることを欲した。一方で唐の朝廷が東突厥の李思摩を立てて可汗とし、その部衆を漠南の地に住まわせた。これによって夷男は李思摩をいまわしく思うようになった。
貞観14年（640年）6月、薛延陀部は唐に遣使を送って求婚した。
貞観15年（641年）11月、夷男は子の大度設に同羅・僕骨・回紇・靺鞨・白霫など20万の兵を率いさせて白道川に駐屯させ、善陽嶺に拠って李思摩の部を撃った。李思摩は唐に遣使を送って救援を請い、太宗は英国公李勣と蒲州刺史の薛万徹に歩騎数万を派遣した。12月、白道川を経由して青山に至ったところで、大度設と遭遇し、これを累月にまで追撃した。諾真水に至ると、大度設は振り切れないと知ると、10里にわたって兵を連ねた。薛延陀部は以前、沙鉢羅（イシュバラ Ïšbara）及び阿史那社爾らを撃ち、歩戦で勝ったことがあったので、その戦法を用いて突厥の兵を撃退した。薛延陀部は勝ちに乗ってこれを駆逐。李勣の兵は防戦し、薛延陀部は1万本もの矢を放ち、唐軍の馬を傷つけた。李勣は騎馬を歩兵に切り替え、長矛部隊を突入させて薛延陀部を潰滅させた。副総管の薛万徹は数千騎を率いて薛延陀部の馬指揮者を捕え、薛延陀部の馬を失わせた。これにより薛延陀部は大敗し、大度設は身一つで遁走した。夷男は東突厥（李思摩政権）と和親を乞い、遣使を送って謝罪した。
貞観16年（642年）、夷男は叔父の沙鉢羅泥孰俟斤を遣わして唐に請婚し、馬3千頭を献上した。太宗はこれを許可して新興公主を娶らせることに決めた。そこで太宗は霊州まで行幸し、夷男と直接会って婚姻を執り行おうと、詔を下して献上品を受領させようとした。しかし、薛延陀部には府庫がなかったので、夷男が急いで配下部族から税を徴収してもすぐに集まらず、また、砂漠を越える途中で水草不足に遭って馬羊の多くが死んでしまったため、納期に遅れてしまった。これによって太宗は霊州への行幸を中止し、議論によって薛延陀との通婚は取りやめとなった。
この頃、李思摩が数回兵を派遣して薛延陀部を侵掠したので、薛延陀部はふたたび突利失を遣わして李思摩を撃ち、定襄で抄掠して去った。これに対し太宗は李勣を派遣して薛延陀部を撃たせた。
貞観17年（643年）閏月、夷男が兄の子である突利失設（テリス・シャド Tölis Šad：官名）を唐に遣わし、馬5万・牛1万・駝1万・羊10万頭を献上し請婚してきたので、太宗はこれを許可した。
薛延陀部に帰順していた東突厥の阿史那斛勃が次第に勢力を増していったため、これを危惧した夷男は彼を殺そうと考えた。この事を察知した阿史那斛勃は旧地（金山の北）に逃げ帰り、その地で勝兵3万人を擁し、自ら乙注車鼻可汗と称した。西は葛邏禄（カルルク Qarluq）族、北は結骨（キルギス Qïrqïz）族と接し、車鼻可汗に附いた。
貞観19年（645年）、夷男が病死すると、夷男の少子である肆葉護の抜灼はその兄である突利失可汗（テリス・カガン Tölis qaγan）の曳莽を襲って殺し、自ら立って頡利倶利沙多弥可汗（イリグ・キュリュグ・シャド・イステミ・カガン Ilig külüg šad Istämi qaγan）となった。抜灼は悪政を布いたため、民衆が附かなかった。さらに抜灼は高句麗遠征中で太宗が不在の唐に侵入し、夏州を寇掠した。しかし、唐の将軍の執失思力に征討され、その衆数万が捕虜となり、抜灼は軽騎で遁去したが、回紇部に殺されてしまう。
貞観20年（646年）、薛延陀部の余衆はまだ5～6万も存在したため、太宗は大軍を率いて薛延陀部討伐を行った。江夏王李道宗や代州都督の薛万徹らの活躍により、唐軍が大勝し、薛延陀部は西走した。薛延陀部は共に夷男の兄の子である咄摩支を伊特勿失可汗（イトミシュ・カガン Itmiš qaγan）に推戴し、部落7万余を率いて西の故地へ帰った。しばらくして薛延陀部は可汗号を棄て、唐に遣使を送って鬱督軍山の北に住むことを請願した。
鉄勒諸部は平素から薛延陀に服従しており、咄摩支が衰えて孤立してからもなお、これに臣従した。太宗は唐の禍になることを恐れ、6月、兵部尚書・固安公崔敦礼と英国公李勣に薛延陀攻撃を命じた。李勣らは鬱督軍山の北で5千余りの首を斬り、3万人の老幼を捕え、遂に薛延陀部を滅ぼした。咄摩支は天子の使者である蕭嗣業が回紇の地にいることを聞き、そこへ赴いて降伏することを乞うた。入朝を許された咄摩支は右武衛将軍を拝命され、田宅を賜った。
太宗は薛延陀が滅んだので、契苾などの部族も降伏させようと欲し、ふたたび江夏王李道宗に阿史那社爾らを率いさせて鉄勒を攻撃させた。太宗は霊州に行幸し、諸将を指揮した。8月、ここにおいて鉄勒の回紇部・抜野古部・同羅部・僕骨部・多覧葛部・思結部・阿跌部・契苾部・跌結部・渾部・斛薛部など十一姓は皆天子に帰順し、官吏を置くことを請うて唐に内属した。李道宗らは薛延陀の残党である阿波達干（アパ・タルカン Apa Tarqan：官名）を攻撃し、1千余りの首を斬った。
3年後、薛延陀の残党が叛いたので、唐は右領軍大将軍の執失思力に命じてこれを討伐させた。永徽元年（650年）、薛延陀部の亡散者が悉く帰順したので、高宗は嵠弾州を置いて彼等を案居させた。

## 習俗
官職・武器・風俗はだいたい突厥と同じ。

## おもな部族長
薛延陀の部族長はもともと俟斤（イルキン Irkin）という称号を帯びていたが、乙失鉢以降になると可汗（カガン Qaγan）号を帯びるようになった。
- 乙失鉢（イシュバラ Ïšbara）…也咥可汗となる。
- 夷男（イネル Inäl）…乙失鉢の孫。真珠毘伽可汗（インチュ・ビルゲ・カガン Yinčü bilgä qaγan）となる。
- 抜灼…夷男の少子。頡利倶利沙多弥可汗（イリグ・キュリュグ・シャド・イステミ・カガン Ilig külüg šad Istämi qaγan）となる。
- 咄摩支…夷男の兄の子。伊特勿失可汗（イトミシュ・カガン Itmiš qaγan）となる。

## 参考資料
- 『隋書』列伝第四十九 北狄
- 『北史』列伝第八十七 鉄勒
- 『旧唐書』本紀第二、本紀第三、列伝第一百四十九下 鉄勒
- 『新唐書』列伝第一百四十二下 回鶻下
- 佐口透、山田信夫、護雅夫『騎馬民族史2-正史北狄伝』（平凡社、1972年）